# Ingrid van Houten-Groeneveld
Ingrid van Houten-Groeneveld (n. 1921 - d. 30 martie 2015) a fost o astronomă neerlandeză.
Împreună cu Tom Gehrels și cu soțul ei Cornelis Johannes van Houten, ea a descoperit un număr impresionant de asteroizi, câteva mii. Gehrels folosește un telescop Schmidt de 48-inch la Observatorul Palomar și trimitea plăcile lui van Houtens de la Observatorul Leiden, care le analiza pentru a descoperi noi asteroizi.  

## Publicații
- Groeneveld, Ingrid (1947). „Lichtelektrische Beobachtungen ausgewählter veränderlicher Sterne”. Veröffentlichungen der Badischen Landessternwarte zu Heidelberg. 14 (5): 43. Bibcode:1947VeHei..14...43G.

- Groeneveld, Ingrid; Kuiper, Gerard P. (1954). „Photometric studies of asteroids. I”. Astrophysical Journal. 120 (120): 200. Bibcode:1954ApJ...120..200G. doi:10.1086/145904.

- Kuiper, G. P.; Fujita, Y.; Gehrels, T.; Groeneveld, I.; Kent, J.; van Biesbroeck, G.; van Houten, C. J. (1958). „Survey of Asteroids”. Astrophysical Journal Supplement. 3: 289. Bibcode:1958ApJS....3..289K. doi:10.1086/190037.

- van Houten-Groeneveld, Ingrid; van Houten, C. J. (1958). „Photometrics Studies of Asteroids. VII”. Astrophysical Journal. 127: 253. Bibcode:1958ApJ...127..253V. doi:10.1086/146459.

- Bilo, E. H.; Van Houten-Groeneveld, I. (1960). „The original values of 1/a for 17 cometary orbits”. Bulletin of the Astronomical Institutes of the Netherlands. 15: 155. Bibcode:1960BAN....15..155B.

- van Houten-Groeneveld, I. (1963). „The original values of 1/a for seven comets”. Bulletin of the Astronomical Institutes of the Netherlands. 17: 240. Bibcode:1963BAN....17..240V.

- van Houten-Groeneveld, I. (1963). „Definitive elements for comets 1951 I and 1955 IV”. Bulletin of the Astronomical Institutes of the Netherlands. 17: 223. Bibcode:1963BAN....17..223V.

- van Houten, C. J.; Van Houten-Groeneveld, I. (1965). „A new periodic comet observed in 1960”. Bull. Astron. Inst. Netherlands. 18: 441. Bibcode:1965BAN....18..441V.

- van Houten, C. J.; Van Houten-Groeneveld, I.; Herget, P.; Gehrels, T. (1970). „The Palomar-Leiden survey of faint minor planets”. Astronomy & Astrophysics Supplement. 2 (5): 339. Bibcode:1970A&AS....2..339V.

- van Houten, C. J.; van Houten-Groeneveld, I.; Gehrels, T. (1970). „Minor planets and related objects. V. The density of Trojans near the preceding Lagrangian Point”. The Astronomical Journal. 75 (5): 659. Bibcode:1970AJ.....75..659V. doi:10.1086/111002.

- Zappala, V.; van Houten-Groeneveld, I. (1979). „Pole coordinates of the asteroids 9 Metis, 22 Kalliope, and 44 NYSA” (PDF). Icarus. 40 (2): 289–296. Bibcode:1979Icar...40..289Z. doi:10.1016/0019-1035(79)90073-3. Arhivat din original (PDF) la 18 iulie 2011. Accesat în 18 mai 2012.

- van Houten-Groeneveld, I.; Van Houten, C. J.; Zappala, V. (1979). „Photoelectric photometry of seven asteroids” (PDF). Astronomy and Astrophysics Supplement. 35: 223–232. Bibcode:1979A&AS...35..223V.

- Zappala, V.; Van Houten-Groeneveld, I.; Van Houten, C. J. (1979). „Rotation period and phase curve of the asteroids 349 Dembowska and 354 Eleonora” (PDF). Astronomy and Astrophysics Supplement. 35: 213–221. Bibcode:1979A&AS...35..213Z.

- van Houten-Groeneveld, I. (1981). „Photoelectric light curve of Pallas”. Astronomy and Astrophysics. 98 (1): 203–204. Bibcode:1981A&A....98..203V.

- van Houten-Groeneveld, I.; Van Houten, C. J.; Wisse-Schouten, M.; Bardwell, C.; Gehrels, T. (1989). „The 1977 Palomar-Leiden Trojan survey” (PDF). Astronomy and Astrophysics. 224 (1–2): 299–302. Bibcode:1989A&A...224..299V.

- van Houten, C. J.; van Houten-Groeneveld, I.; Wisse-Schouten, M.; Bardwell, C.; Green, W. E.; Gehrels, T. (1991). „The second Palomar-Leiden Trojan survey”. Icarus. 91 (91): 326–333. Bibcode:1991Icar...91..326V. doi:10.1016/0019-1035(91)90028-R.

- van Houten-Groeneveld, I.; Gehrels, T.; Van Houten, C. J.; Wisse, A. (2003). „Minor Planet Observations [675 Palomar Mountain]” (PDF). Minor Planet Circular. 49973: 1. Bibcode:2003MPC..49973...1V.

- Hicks, M. D.; Helin, E. F.; Shoemaker, C. S.; Van Houten-Groeneveld, I.; Bowell, E.; Trujillo, C. A.; Kavelaars, J.; Hicks, M.; Lawrence, K. (2003). „Minor Planet Observations [675 Palomar Mountain]” (PDF). Minor Planet Circular. 49504: 1. Bibcode:2003MPC..49504...1H.

- McNaught, R. H.; Gehrels, T.; Van Houten, C. J.; Van Houten-Groeneveld, I.; Spahr, T. B. (2003). „1999 FK21”. Minor Planet Electronic Circ. (2002–D12): 12. Bibcode:2002MPEC....D...12M.

- van Houten-Groeneveld, I.; Gehrels, T.; Van Houten, C. J.; Wisse, A. (2004). „Minor Planet Observations [675 Palomar]” (PDF). Minor Planet Circular. 52895: 8. Bibcode:2004MPC..52895...8V.

- Helin, E. F.; Shoemaker, C. S.; Van Houten-Groeneveld, I.; Bowell, E.; Kavelaars, J.; Bus, S. J.; Hicks, M.; Lawrence, K.; Shoemaker, E. M. (2004). „Minor Planet Observations [675 Palomar Mountain]” (PDF). Minor Planet Circular. 52503: 7. Bibcode:2004MPC..52503...7H.

- Helin, E. F.; Shoemaker, C. S.; Van Houten-Groeneveld, I.; Bowell, E.; Trujillo, C. A.; Kavelaars, J.; Hicks, M.; Lawrence, K.; Shoemaker, E. M. (2004). „Minor Planet Observations [675 Palomar Mountain]” (PDF). Minor Planet Circular. 51594: 1. Bibcode:2004MPC..51594...1H.

- Helin, E. F.; Shoemaker, C. S.; Van Houten-Groeneveld, I.; Bowell, E.; Lawrence, K.; Shoemaker, E. M.; Levy, D. H.; Gehrels, T.; Ofek, E. O. (2004). „Minor Planet Observations [675 Palomar Mountain]” (PDF). Minor Planet Circular. 50674: 6. Bibcode:2004MPC..50674...6H.

- Helin, E. F.; Shoemaker, C. S.; Van Houten-Groeneveld, I.; Brown, M.; Kavelaars, J.; Margot, J.-L.; Gladman, B.; Smith, I.; Lawrence, K. J. (2005). „Minor Planet Observations [675 Palomar Mountain]”. Minor Planet Circular. 54974: 10. Bibcode:2005MPC..54974..10H. Parametru necunoscut |unused_data= ignorat (ajutor)

- van Houten-Groeneveld, I.; Bowell, E.; Roe, H. G.; Gehrels, T.; Shoemaker, E. M.; Shoemaker, C. S.; Levy, D. H.; Schlichting, H. E.; Kotredes, L. T. (2005). „Minor Planet Observations [675 Palomar Mountain]”. Minor Planet Circular. 54353: 7. Bibcode:2005MPC..54353...7V.

- Hicks, M. D.; Shoemaker, C. S.; Van Houten-Groeneveld, I.; Bowell, E.; Kavelaars, J.; Hicks, M.; Shoemaker, E. M.; Levy, D. H.; Gehrels, T. (2005). „Minor Planet Observations [675 Palomar Mountain]”. Minor Planet Circular. 53638: 4. Bibcode:2005MPC..53638...4H.

- Hicks, M. D.; Van Houten-Groeneveld, I.; Bowell, E.; Gehrels, T.; Shoemaker, E. M.; Shoemaker, C. S.; Levy, D. H.; Skiff, B. A.; Van Houten, C. J. (2006). „Minor Planet Observations [675 Palomar Mountain]”. Minor Planet Circular. 58106: 6. Bibcode:2006MPC..58106...6H.

- Helin, E. F.; Van Houten-Groeneveld, I.; Lawrence, K. J.; Gehrels, T.; Lawrence, K.; Van Houten, C. J.; Wisse, A. (2006). „Minor Planet Observations [675 Palomar Mountain]”. Minor Planet Circular. 57581: 3. Bibcode:2006MPC..57581...3H.
- Hicks, M. D.; Van Houten-Groeneveld, I.; Bowell, E.; Kavelaars, J.; Hicks, M.; Gehrels, T.; Shoemaker, C. S.; Shoemaker, E. M.; Nicholson, P. (2006). „Minor Planet Observations [675 Palomar Mountain]”. Minor Planet Circular. 57119: 7. Bibcode:2006MPC..57119...7H.

- Hicks, M. D.; Helin, E. F.; Van Houten-Groeneveld, I.; Bowell, E.; Kavelaars, J.; Nicholson, P.; Gladman, B.; Carruba, V.; Benavidez, P. (2006). „Minor Planet Observations [675 Palomar Mountain]”. Minor Planet Circular. 56157: 12. Bibcode:2006MPC..56157..12H.

- Schmadel, L. D.; Stoss, R.; Burkhardt, G.; Paech, W.; Van Houten-Groeneveld, I. (2007). „Digitization of the Palomar-Leiden Survey and Trojan Survey Plates”. ASP Conference Series. 377: 294. Bibcode:2007ASPC..377..294S.

- van Houten-Groeneveld, I.; Brown, M. E.; Trujillo, C.; Rabinowitz, D.; Schwamb, M. E. (2007). „Minor Planet Observations [675 Palomar Mountain]”. Minor Planet Circular. 60457: 2. Bibcode:2007MPC..60457...2V.

- van Houten-Groeneveld, I.; Gehrels, T.; Stoss, R. (2007). „Minor Planet Observations [675 Palomar Mountain]”. Minor Planet Circular. 59587: 7. Bibcode:2007MPC..59587...7V.

- van Houten-Groeneveld, I.; Bowell, E.; Brown, M. E.; Gehrels, T.; Bus, S. J.; Schwamb, M. E.; Rabinowitz, D. (2008). „Minor Planet Observations [675 Palomar Mountain]” (PDF). Minor Planet Circular. 63368: 5. Bibcode:2008MPC..63368...5V.

- van Houten-Groeneveld, I.; Kavelaars, J.; Brown, M. E.; Schwamb, M. E.; Rabinowitz, D.; Nicholson, P.; Gladman, B.; Coffey, J.; Gehrels, T. (2008). „Minor Planet Observations [675 Palomar Mountain]” (PDF). Minor Planet Circular. 62571: 8. Bibcode:2008MPC..62571...8V.

- van Houten, C. J.; Van Houten-Groeneveld, I.; Van Genderen, A. M.; Kwee, K. K. (2009). „VBLUW photometry of eclipsing binary stars”. VizieR On-line Data Catalog: J/other/JAD/15.2. Originally published in: 2009JAD....15....2V. 0350: 01502. Bibcode:2009yCatp035001502V.

- van Houten, C. J.; Van Houten-Groeneveld, I.; Van Genderen, A. M.; Kwee, K. (2009). „VBLUW Photometry of 13 Eclipsing Binary Stars”. The Journal of Astronomical Data. 15: 2. Bibcode:2009JAD....15....2V.